# 富士飛行社
富士飛行社（ふじひこうしゃ、Fuji Airways）は、2014年7月18日に富士急ハイランドに開業したフライトシミュレーター型アトラクション。
キャッチコピーは「絶景にも、ほどがある。」

## 概要
2013年12月1日を以って閉館した「ガンダムクライシス」の建物を全面改装した。
直径約20メートルの巨大スクリーンに富士山周辺の上空を飛行する映像が映し出され、それに合わせて10人掛けのシートが動く日本初となるタイプのアトラクション。「富士山を五感で体感」とあるように、飛行中は常に風が吹き付け、湖面が近づいたり霧の中を飛んでいる時はミストが噴射される、樹海や芝桜のシーンでは森林や花の香りが出るなどの仕掛けがある。
乗車中の映像は東京の上空から始まり、富士山周辺では青木ヶ原樹海を始め、山中湖や河口湖、本栖湖の畔の芝桜や愛鷹山といった名所、富士山上空では火口の上や夕日に染まった赤富士、雪の積もった冬の富士山など、四季折々の富士山の映像を楽しむ事ができる。
館内で使用される機材は、台湾の高雄にあるBrogent社が開発したフライトシミュレーター「i-Ride」で、日本初導入である。
乗車中に流れる音楽は、音楽家の久石譲が書き下ろした「Mt. Fuji」。
2016年7月16日、初のリニューアルが行われた。解像度がこれまでの4Kから6Kとなり、モーターパラグライダーやドローンで撮影された新たな映像が追加され、楽曲も「Mt. Fuji 2016」として新たに作編曲されている。また、始まりと終わりの映像が富士急ハイランド上空となった。

### 物語
今から200年ほど前の1814年、富士山麓の地主だった富士三太夫が、富士を空から眺めたい想いを胸に、鶴にぶら下がって飛ぶ「鶴飛行」を考案する。
その後、二代目によって遊覧飛行のビジネスを確立するも、三代目が起こした不祥事によって大量の鶴が逃げ出し、責任を問われた三代目自身も、僅かに残った鶴と共に失踪してしまう。
行方不明になった三代目の長女の婿養子が四代目を襲名し、大勢の客が一度に乗せられる飛行機を開発したが、持病の悪化で息子（当時2歳）に五代目を託して引退。
その直後、失踪していた三代目が戻った途端、様々な事件や問題が交錯。会社は経営難に陥り、無期限の運行休止に追い込まれる。
時は流れ2014年の夏、現社長である六代目富士三太夫（現在も独身）が、最新鋭旅客機「大鶴223」の就航を宣言し、富士飛行社は営業再開の日を迎えた…。

### 設定
富士飛行社は、江戸時代から続く富士山上空を飛行する伝統と格式のある会社で、歴代の富士三太夫は、全員雪が積もった富士山をイメージの髪型で、大きな黒いサングラスを付けていたという設定である。訪れた乗客は、旅客機「大鶴223」の両翼に設置された座席に乗り込む事となっている。リニューアル前はアトラクションの待ち列に設置されているモニターや公式サイトで「富士飛行社ノ歴史」という映像を見る事ができた。

## その他
- アトラクション導入のきっかけは、幅広い年齢層に体感してもらう事、悪天候でも富士山を見られる事である。
- 搭乗中の映像は、ヘリコプターに高解像度カメラを設置し、約1年間かけて撮影されている。未使用となった映像もあり、今後は映像を入れ替えていくとの事で2016年に初のリニューアルが実施された。
- 観光バス会社では、富士山周辺を巡るツアーが用意されているが、一部には富士飛行社の体験が組み込まれたプランがある。園内のアトラクション入口（1階）とは別に、2階に団体専用入口があり、ツアー利用客はそちらから入場し、ほぼ待ち時間なくアトラクションを利用する事ができる。
- リニューアルと同時期に開業した「テンテコマイ」及びさがみ湖リゾート プレジャーフォレストの「極楽パイロット」のライドは、富士飛行社が開発した訓練用機という設定となっており、待ち列のモニターで紹介されている。
- 2018年7月14日、入園無料化に伴いフリーパスを持っていない場合のみ時間指定券が導入された。

## スペック
- 所要時間：約7分15秒（リニューアル前は約5分20秒）
- 定員：40名（1台10人×4台）
- 総工費：約13億円
- 料金：1,500円
  - 2018年7月13日までは1,000円
  - 2019年2月8日までは大人（中学生以上）1,800円、小人（小学生以下）1,300円
- 乗車規定：身長110cm以上、4歳以上（未就学児は中学生以上の付き添いが必要）

## コラボレーション

### 進撃の巨人 THE RIDE トロスト区奪還作戦
2017年4月20日から2018年5月6日までの期間、諫山創の漫画作品「進撃の巨人」とのコラボレーション企画で「進撃の巨人 THE RIDE トロスト区奪還作戦」を公開した。
通常の団体専用入口と待合ロビーを、期間限定で進撃の巨人のセットに改装。VRシアターやグッズを販売するショップ、超大型巨人のオブジェで記念撮影できるコーナーも設けられた。
期間中「富士飛行社」は13時以降（閉園時間17時の日）または12時から16時30分（閉園時間18時以降の日）、それ以外の時間帯を「進撃の巨人 THE RIDE」として相互上映を実施。同時に時間帯整理券が導入されており、フリーパスでの利用が不可となっていた。
このコンテンツは最初に、2016年に台湾のテーマパークで公開されたものである。ブロージェント・テクノロジー（Brogent Technologies Inc.、zh:智崴資訊）が講談社と協力して約2年をかけて完成させ、台湾の苗栗県頭份市のテーマパーク尚順育楽世界（zh:尚順育樂世界）で「進撃的巨人 i-Ride：奪還之戦」として公開された。

### エヴァンゲリオン×富士飛行社 EVANGELION THE FLIGHT
2020年7月18日から2023年7月2日までの期間、ヱヴァンゲリヲン新劇場版とのコラボレーション企画「エヴァンゲリオン×富士飛行社 EVANGELION THE FLIGHT」を実施。期間中は基本的に10時から15時までを「EVANGELION THE FLIGHT」、15時30分以降を「富士飛行社」として相互上映される。上映時間は約6分。フリーパス利用可で、絶叫優先券の販売も行っている。単体料金は2,000円。
搭乗者は、真希波・マリ・イラストリアスがパイロットを務める最新旅客機「大鶴N223」に乗り込み富士山の遊覧飛行をするが、途中で使徒が襲来しエヴァンゲリオンとの戦闘に巻き込まれるという設定である。

### 進撃の巨人 THE RIDE ウォール・マリア最終奪還作戦
2023年7月20日から2024年８月31日までの期間、進撃の巨人とのコラボレーション企画「進撃の巨人 THE RIDE ウォール・マリア最終奪還作戦」を実施。進撃の巨人とのコラボは5年振り2回目となる。
期間中基本的に13時30分から16時30分を「富士飛行社」、それ以外の時間帯を「進撃の巨人 THE RIDE」として相互上映される。上映時間は約7分。前回と異なりフリーパスが利用でき、絶叫優先券の販売も行っている。単体料金は2,000円。

### 進撃の巨人 THE RIDE -レべリオの決戦-
2024年9月17日から期間限定で、進撃の巨人とのコラボレーション企画「進撃の巨人 THE RIDE -レべリオの決戦-」を実施。進撃の巨人とのコラボは3回目となる。
2024年9月末までは、富士飛行社の営業を一時休止し、終日「進撃の巨人 THE RIDE」を上映している。上映時間は約7分。「ウォール・マリア最終奪還作戦」同様フリーパスが利用でき、絶叫優先券の販売も行っている。単体料金は2,000円。